# Василик Любов Євгенівна
Любов Євгенівна Василик (нар. 17 червня 1969, Підволочиський район, Тернопільська область, Україна) — українська журналістка, кандидатка філологічних наук (2001), докторка наук із соціальних комунікацій (2010). Членка Національної спілки журналістів України (2010), Незалежної медіа-профспілки України (2014).

## Життєпис
Любов Василик народилася 17 червня 1969 року в Підволочиському районі Тернопільської области України.
Закінчила філологічний факультет Чернівецького державного університету імені Юрія Федьковича (1991). Нині працює у виші: здобувачка катедри української літератури (1996—1999); асистентка (1999—2004), доцентка (від 2004) катедри української літератури, від 2011 — завідувачка катедри журналістики.
Працювала журналісткою в ЗМІ, редакторкою газети «Університетський вісник» і вебсайту Alma-mater. Медіаекспертка Інституту демократії імені Пилипа Орлика.
Координатор з моніторингу друкованих та онлайн видань проєкту ІДПО «Медійна програма в Україні».

## Доробок
Авторка близько 50 наукових праць, у т. ч.
- монографії «Орест Масикевич. Життя і творчість» (2004)[4],
- навчально-методичних посібників «Історія української літератури (60-90-ті рр. XX ст.)» (2004)[5], «Історія української літератури початку XX століття» (2005)[6], «Новітні медіа та комунікаційні технології» (2012)[7], «Зміст модулів базової навчальної програми CuQ» (2014), «Медіабезпека» (2015), «Підручник з крос-медіа» (2015).

## Відзнаки
- лауреатка премії ім. Ю. Федьковича (2013)[2],
- дипломантка XV Загальнонаціонального конкурсу НСЖУ (номінація «На видноті всього світу»)[2].